# Relicina fluorescens
Relicina fluorescens är en lavart som först beskrevs av Hale, och fick sitt nu gällande namn av Hale. Relicina fluorescens ingår i släktet Relicina och familjen Parmeliaceae.   Inga underarter finns listade i Catalogue of Life.